# Cryphia iridescens
Cryphia iridescens är en fjärilsart som beskrevs av Felder 1874. Cryphia iridescens ingår i släktet Cryphia och familjen nattflyn. Inga underarter finns listade i Catalogue of Life.